# Bryx veleronis
Bryx veleronis is een  straalvinnige vissensoort uit de familie van zeenaalden en zeepaardjes (Syngnathidae). De wetenschappelijke naam van de soort is voor het eerst geldig gepubliceerd in 1940 door Herald.
De soort staat op de Rode Lijst van de IUCN als Onzeker, beoordelingsjaar 2007.